# 2010 aux États-Unis
Chronologie des États-Unis
- 2006
- 2007
- 2008
- 2009
- 2010
- 2011
- 2012
- 2013
- 2014

 2008 par pays en Amérique - 2009 par pays en Amérique - 2010 par pays en Amérique
2011 par pays en Amérique - 2012 par pays en Amérique 
Cette page concerne des événements qui se sont produits durant l'année 2010 du calendrier grégorien aux États-Unis.

## Gouvernement
- Président : Barack Obama
- Vice-président : Joe Biden
- Secrétaire d'État : Hillary Clinton

- Chambre des représentants - Présidente : Nancy Pelosi (Parti démocrate)

## Principaux évènements

### Janvier 2010
- Vendredi 1er janvier 2010 : le mariage homosexuel devient légal dans le New Hampshire.

- Dimanche 3 janvier 2010 : les États-Unis et le Royaume-Uni ferment leurs ambassades au Yémen pour raisons de sécurité. L'ambassade américaine rouvrira le 5 janvier après des opérations militaires yéménites contre des membres présumés d'Al-Qaïda.

- Mardi 5 janvier 2010 : réunion à la Maison-Blanche des responsables des services de renseignements sur les « défaillances » qui ont permis à un jeune Nigérian d'embarquer le 25 décembre sur le vol Amsterdam-Detroit avec 80 grammes d'explosifs alors que son père, un banquier et ancien ministre avait alerté la CIA et l'ambassade américain sur son cas.

- Lundi 11 janvier 2010 :
  - Californie : ouverture du procès Perry v. Schwarzenegger (en) qui vise à contester l'amendement constitutionnel de la Californie interdisant le mariage homosexuel (Proposition 8);
  - No Pants Day : 3 000 personnes enlèvent leur pantalon à New York; d'autres font de même dans plus d'une trentaine de villes dans le monde.

- Mardi 12 janvier 2010 : le moteur de recherche Google rend public l'Opération Aurora; une attaque concertée de pirates informatiques venant de la Chine, et annonce son retrait de la Chine tant que la censure demeure.

- Mardi 19 janvier 2010 :
  - le Parti démocrate perd la majorité qualifiée de soixante sièges au Sénat, avec l'élection dans le Massachusetts du Républicain Scott Brown, qui succède au défunt Ted Kennedy, l'un des principaux soutiens de la réforme du système de sécurité sociale voulue par le Président Obama;
  - la Cour suprême des États-Unis confirme l'arrêt de la cour d'appel fédérale commuant la peine capitale en détention à vie de Mumia Abu-Jamal, militant des Black Panthers.

- Jeudi 21 janvier 2010 :
  - la Cour suprême publie l'arrêt Citizens United v. Federal Election Commission qui élargit les possibilités de financement par toute entreprise des campagnes électorales. Cet arrêt abroge de fait les lois fédérales votées dans les années 1970 (à la suite du scandale du Watergate) sur le financement public des campagnes électorales.
  - la Chambre des représentants vote le projet de réforme de la Santé défendu par le président Barack Obama par 219 voix contre 212, malgré les manœuvres d'intimidation des Républicains et de quelques Démocrates. Le 24, Les Républicains, s'appuyant sur deux vices de procédures obligent la Chambre à revoter partiellement le texte.

- Mercredi 27 janvier 2010 :
  - discours sur l'état de l'Union du président Barack Obama, qui met l'accent sur l'économie du pays et sur la nécessité de relancer la création d'emplois, annonce sa volonté de réformer la finance mondiale à la suite de la crise financière de 2008, indique son intention de mettre fin à la politique du Don't ask, don't tell (« Ne demandez pas, n'en parlez pas ») à propos de l'homosexualité dans l'armée américaine et réaffirme son engagement pour la réforme du système de protection sociale[1];
  - la Suisse annonce qu'elle suspend l'accord de coopération d'août 2009 visant à lever le secret bancaire de citoyens américains accusés d'évasion fiscale.

- Jeudi 28 janvier 2010 : le président de la Fed, Ben Bernanke, est reconduit par le Sénat.

- Vendredi 29 janvier 2010 : le gouvernement approuve un contrat de vente d'armes à Taïwan d'un montant de six milliards de dollars.

### Février 2010
- Vendredi 5 février 2010  : le mouvement Tea Party, qui a pris naissance l'an dernier lors du débat sur la réforme du système de protection sociale tient sa première convention à Nashville, Tennessee[2]. Il défend la vision d'un État minimaliste et s'oppose fortement aux règlementations fédérales sur l'économie, la sécurité sociale et l'environnement

### Mars 2010

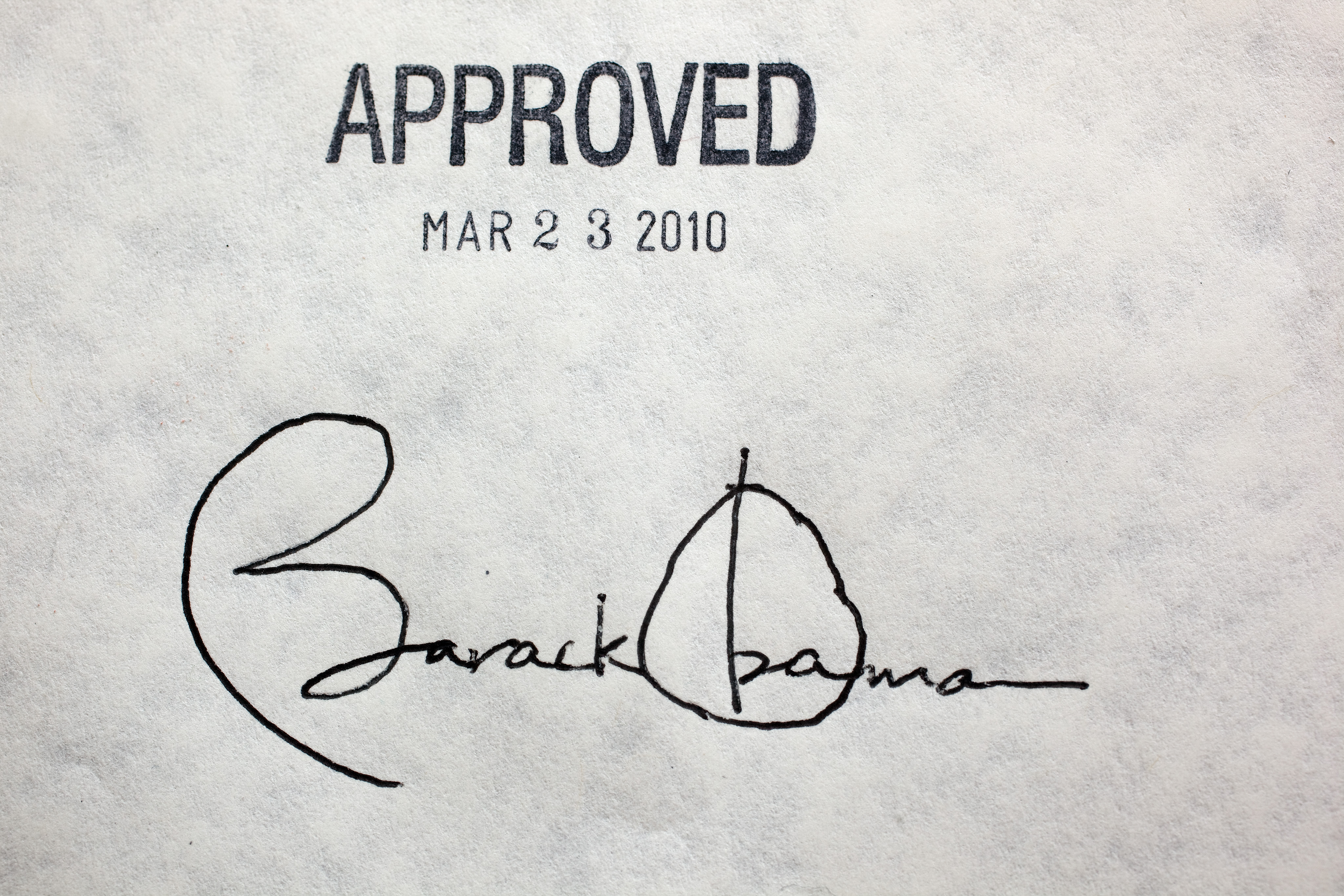
La signature du Président Barack Obama pour la loi de la réforme de l'assurance médicale à la Maison-Blanche, le 23 mars 2010.

- Mardi 23 mars 2010  : le Président Barack Obama signe la loi Patient Protection and Affordable Care Act visant à assurer la gratuité des soins médicaux de 95 % des Américains[3],[4],[5]. Cette loi, si elle constitue un tournant décisif dans la politique sociale de l'État fédéral restent cependant bien en deçà des promesses présidentielles de Barack Obama.

- Dimanche 28 mars 2010 : organisation du 26e anniversaire de WWE WrestleMania.

### Avril 2010

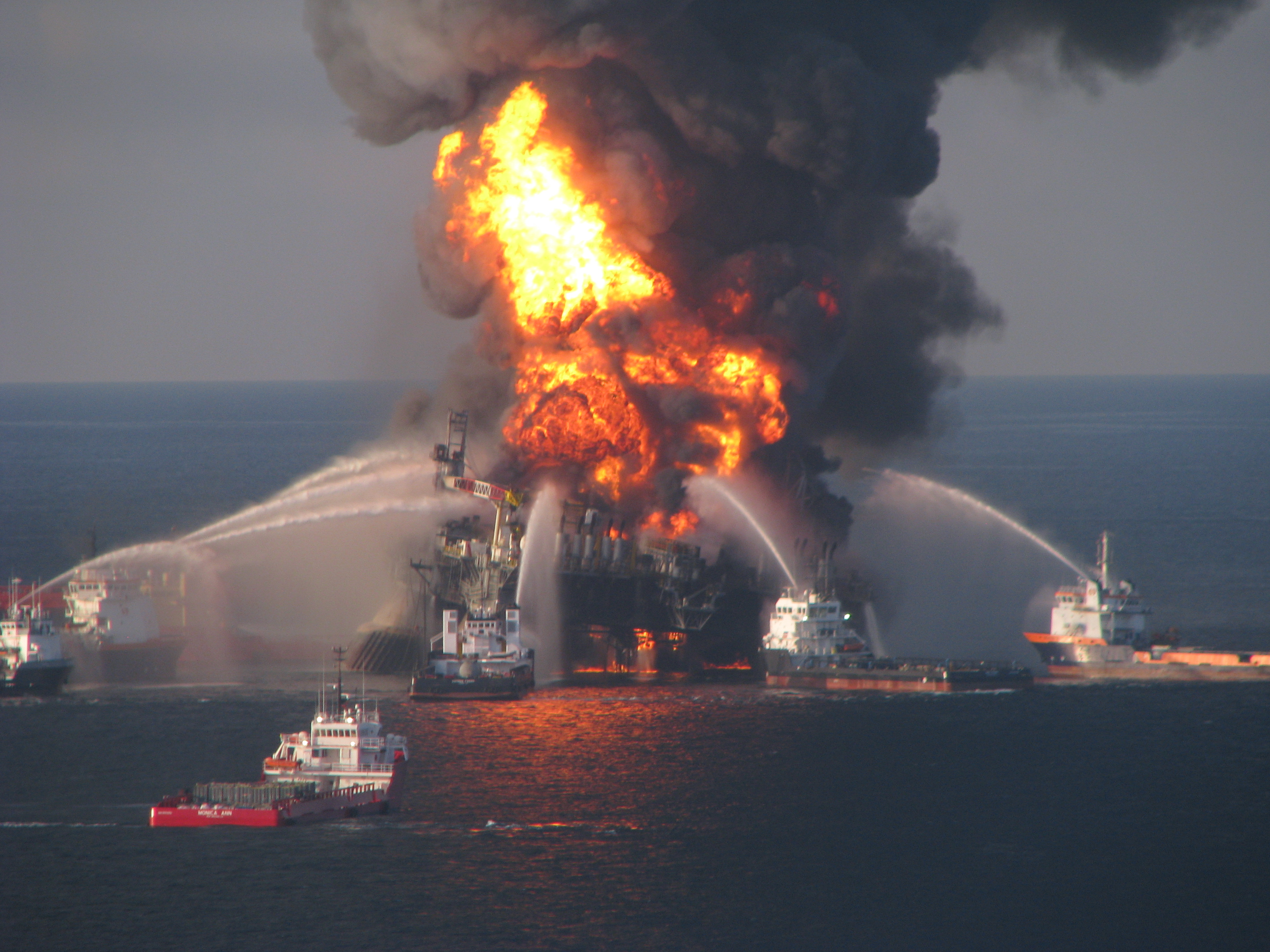
Deepwater Horizon le 21 avril 2010.

- Mardi 6 avril 2010 : le président Barack Obama présente la nouvelle stratégie nucléaire américaine, la « Nuclear Posture Review » qui exclut le recours à l'arme nucléaire contre tout adversaire qui ne la possède pas ou qui respecte les règles du traité de non-prolifération. A contrario, cette nouvelle stratégie ne concerne donc pas les « États hors-normes, comme l'Iran et la Corée du Nord ».

- Jeudi 8 avril 2010 : le président Dmitri Medvedev signe à Prague avec le président Barack Obama, le nouveau traité Start follow-on qui succède au traité Start I de 1991 sur la réduction des armes nucléaires stratégiques offensives arrivé à expiration fin 2009.

- Lundi 13 avril 2010 : ouverture de la Conférence internationale de Washington sur la « menace du terrorisme nucléaire » qui réunit les représentants de 47 pays, de l'ONU, de l'AIEA et de l'Union européenne.

- Jeudi 15 avril 2010 : le président Barack Obama prononce un discours majeur sur l'avenir du programme spatial de la NASA. Il s'est engagé à accroître le financement de l'agence spatiale américaine de six milliards de dollars sur cinq ans et à terminer la conception d'un lanceur lourd pour remplacer la navette d'ici à 2015. Il a également annoncé que les États-Unis enverraient une mission orbitale avec équipage sur Mars au milieu des années 2030.

- Mardi 20 avril 2010  : une explosion et un incendie se déclarent sur la plate-forme pétrolière Deepwater Horizon, louée par la compagnie pétrolière BP, dans le golfe du Mexique (dans les eaux territoriales américaines) [6]. Une immense marée noire menace désormais les côtes de la Louisiane, du Mississippi et de l'Alabama.

- Vendredi 23 avril 2010 : le Gouverneur de l'Arizona Jan Brewer signe la «loi sur le renforcement de l'application de nos lois et de la sécurité de nos quartiers» (Support Our Law Enforcement and Safe Neighborhoods Act)[7]. Loi sur l'immigration introduite par le Sénat de l'Arizona sous le nom de «projet de loi 1070». Cette loi de l'État de l'Arizona est la loi la plus stricte sur l'immigration clandestine de tous les États-Unis et même une des lois les plus strictes au monde[8]. Elle a reçu l'attention nationale et internationale et a suscité une importante controverse[9].

### Mai 2010
- Samedi 1er mai 2010 :
  - Deepwater Horizon : le président Barack Obama décrète l'« état de catastrophe nationale » deux jours après l'arrivée au large de la Louisiane des premières galettes de pétrole provenant de l'accident de la plateforme pétrolière, qui rejette environ 800 000 litres par jour.
  - New York : un véhicule piégé est neutralisé dans le quartier de Times Square. Le mouvement terroriste Terik-e-Taliban revendique cette « tentative d'attentat ». Le 3 mai, un américano-pakistanais est arrêté et inculpé le 4 pour « tentative d'utilisation d'une arme de destruction massive ».

- Jeudi 6 mai 2010 : le Dow Jones, l'indice des bourses de New York, connait la plus rapide baisse journalière[10] de son histoire en plongeant de -6 à -7 % en cinq minutes de 20 h 40 à 20 h 45[11]. Huit valeurs de premier plan, dont Accenture, ont vu leur cours s'inscrire à 0,01 $, c'est-à-dire un cent de dollars, durant quelques secondes. À part les Bons du Trésor américains, aucune classe d'actifs n'a échappé à la baisse[12]. Wall Street semble nécessiter une restructuration complète de son architecture informatique, de l'encadrement technique de ses programmes et de ses activités de flash trading. Moins de deux heures après la clôture, les représentants du Nasdaq et du NYSE demandaient à la SEC la possibilité d'annuler 60 % des transactions survenues entre 20 h 40 et 21 h.

- Jeudi 20 mai 2010 : démission de Dennis Blair, directeur du renseignement.

- Vendredi 21 mai 2010 :
  - Deepwater Horizon : la firme British Petroleum reconnaît avoir sous-estimé depuis le début la quantité de pétrole qui se répand dans la mer par 1 500 mètres de fond depuis l'explosion de la plate-forme pétrolière. Selon des experts indépendants, la fuite serait de dix à vingt fois plus importante. D'autre part, le Corexit, la substance utilisée pour dissoudre la nappe de pétrole serait dangereuse pour les êtres vivants. La catastrophe serait due au personnel de la plate-forme qui aurait commis « une erreur fondamentale ».
  - Deepwater Horizon : les premiers éléments de l'enquête parlementaire mettent en cause la qualité de la valve de sécurité censée obstruer le puits.
  - Deepwater Horizon : selon des mouvements écologiques, le golfe du Mexique était gravement malade bien avant à cause de la pollution générée par les industries agro-alimentaires du Middle West et qui s'y déverse par les fleuves. De nombreuses zones mortes existent déjà depuis de nombreuses années, avec une accélération de l'anoxie depuis 2007 et la mise en culture d'OGM "Bt". D'autre part, il est reproché au président Barack Obama d'avoir lui-même pris un décret favorable aux forages en mer après avoir promis le contraire durant sa campagne électorale.

- Samedi 29 mai 2010 : mort de Dennis Hopper (74 ans) qui fut une personnalité de la contre-culture américaine des années 1960-1970.

### Juin 2010
- Jeudi 10 juin 2010  : la Securities and Exchange Commission (SEC), le gendarme boursier américain, annonce qu'un système protection sur les marchés d'actions américains va être mis en place dès le vendredi 11 juin, afin d'éviter que ne puisse se reproduire à l'avenir un « krach éclair », semblable à celui qui avait vu, le 6 mai dernier, Wall Street perdre jusqu'à près de 9 % en l'espace d'une vingtaine de minutes. Ces nouvelles règles s'appliqueront sur une base expérimentale jusqu'au 10 décembre 2010.

### Juillet 2010
- Mercredi 21 août 2010  : le président Barack Obama signe le Dodd–Frank Wall Street Reform and Consumer Protection Act, une loi pour favoriser la stabilité financière des États-Unis en améliorant la responsabilité et la transparence dans le système financier, pour en finir avec la logique de « trop grand pour faire faillite », pour protéger le contribuable américain et en finir avec les renflouements, pour protéger les consommateurs contre les pratiques abusives en matière de services financiers, et pour d'autres buts[13],[14].

### Août 2010
- Mardi 31 juillet 2010 : le Président Obama déclare la fin des missions de combats américaines en Irak[15].

### Septembre 2010
- Jeudi 2 septembre 2010  : une plate-forme pétrolière prend feu au large de la Louisiane, dans le golfe du Mexique, l'incendie a cependant pu être éteint et n'a pas provoqué de fuite de pétrole, selon les garde-côtes américains[16],[17],[18],[19],[20].

- Jeudi 16 septembre 2010 : selon des chiffres publiés par le bureau du recensement des États-Unis, le taux de pauvreté aux États-Unis en 2009 est de 14,3 % (43,6 millions de personnes), soit une personne sur sept et presque un point de pourcentage de plus que l'année précédente. Il s'agit du taux le plus élevé depuis 1994. D'autre part, le nombre de personnes dépourvues d'assurance santé est passé de 46,3 millions en 2008 à 50,7 millions en 2009, soit un taux de 15,4 % à 16,7 %. De plus, un Hispanique ou Noir américain sur quatre connaît la pauvreté aux États-Unis[21],[22],[23].

### Novembre 2010
- Mardi 2 novembre 2010  : élections législatives de mi-mandat tenu aux États-Unis. Lors de ces élections de mi-mandat, tous les 435 sièges de la Chambre des représentants sont renouvelés, ainsi qu'un peu plus d'un tiers du Sénat, et 37 des cinquante gouverneurs. Elles se soldent par une forte poussée républicaine, une des plus lourdes défaites démocrates de l'après-guerre et l'élection de plusieurs personnalités du nouveau Tea Party. Si les républicains deviennent majoritaires à la Chambre, les démocrates parviennent à conserver le Sénat.

### Décembre
- Promulgation par le président Obama du Tax Relief, Unemployment Insurance Reauthorization, and Job Creation Act, issu d'un compromis budgétaire avec les républicains devenus majoritaires à la Chambre des Représentants. La loi comprend :
  - Une extension pendant deux ans des taux réduits de l'impôt sur le revenu issu des lois de 2001 et 2003.
  - Des mesures additionnelles destinées à soutenir la croissance économique : 56 milliards de dollars pour l'assurance chômage, 120 milliards de réductions fiscales pour les familles actives et quarante milliards de réductions fiscales pour les familles et étudiants les plus touchés par la Grande Récession pour l'année 2011.
  - Des ajustements sur les droits de succession (portés à 35 % au-delà de cinq millions de dollars)

## Culture

### Cinéma

#### Films américains sortis en 2010
- 5 mars : Alice au pays des merveilles (Alice in Wonderland), film de Tim Burton.
- 7 mai : Iron Man 2, film américain de Jon Favreau.

#### Autres films sortis aux États-Unis en 2010
- Sexy Dance 3, un film de Jon Chu

#### Oscars
La 82e cérémonie des Oscars s’est déroulée le 7 mars 2010 au Kodak Theater de Los Angeles et a récompensé des films sortis en 2009 :
- Oscar d'honneur : Gordon Willis, Lauren Bacall, Roger Corman
- Meilleur film : Démineurs (The Hurt Locker), film de Kathryn Bigelow
- Meilleur réalisateur : Kathryn Bigelow, pour Démineurs (The Hurt Locker)
- Meilleur acteur : Jeff Bridges, pour le rôle de Bad Blake dans Crazy Heart de Scott Cooper
- Meilleure actrice : Sandra Bullock, pour le rôle de Leigh Anne Tuohy dans The Blind Side de John Lee Hancock
- Meilleur film documentaire : The Cove (La Baie de la honte), de Louie Psihoyos
- Meilleure musique de film : Michael Giacchino pour Là-haut (Up) de Pete Docter et Bob Peterson
- Meilleur film en langue étrangère : Dans ses yeux (El secreto de sus ojos), film argentin de Juan José Campanella •  Argentine (en espagnol)

## Décès en 2010

### Janvier
- 1er janvier : Lhasa de Sela, chanteuse, auteur-compositeur-interprète. (° 27 septembre 1972)
- 5 janvier : Kenneth Noland, peintre abstrait (° 10 avril 1924)
- 13 janvier : Teddy Pendergrass, musicien soul (° 26 mars 1950)
- 24 janvier : Pernell Roberts, acteur (° 18 mai 1928)
- 27 janvier :
  - Zelda Rubinstein, actrice (° 28 mai 1933)
  - J. D. Salinger, écrivain (° 1er janvier 1919)
  - Howard Zinn, historien (° 24 août 1922)

### Février
- x

### Mars
- x

### Avril
- x

### Mai
- 29 mai : Dennis Hopper, acteur, réalisateur, poète, peintre et photographe (° 17 mai 1936).